# Euxoa epixanthea
Euxoa epixanthea är en fjärilsart som beskrevs av Kovacs 1952. Euxoa epixanthea ingår i släktet Euxoa och familjen nattflyn. Inga underarter finns listade i Catalogue of Life.